# PHASA-35
PHASA-35 (скорочення від Persistent High Altitude Solar Aircraft - літак на сонячній енергії, що постійно тримається на великій висоті) — британський експериментальний безпілотний електричний літак на сонячних батареях. Літак розробляється британською компанією BAE Systems і Prismatic.

## Історія
Літак почали розробляти у 2018 році. 

### Випробування
Перше випробування пройшло в Австралії 17 лютого 2020 року, в ході якого літак піднявся на висоту 2 км, а згідно плану його планують застосовувати на висоті 20 км. Вдень літак буде живитися від сонячних батарей і заряджати акумулятори, а вночі — отримувати живлення від акумуляторів. Випробування пройшли біля австралійського міста Вумера, на базі британських королівських ВПС. Випробування пройшли за підтримки Британської оборонної науково-технічної лабораторії (DSTL) і Австралійської оборонної науково-технічної групи (DSTG).
В липні 2023 року, британський виробник зброї компанія BAE Systems розпочала тестування літака «PHASA-35» у США. За заявою виробника, апарат, що працює на сонячній енергії, зможе перебувати в повітрі протягом року, проводячи більшу частину часу в стратосфері. У ході нещодавніх випробувань літак дійсно піднявся на висоту близько 20 км і провів там 24 години, після чого здійснив вдалу посадку. Як повідомило видання Bild, безпілотник британського виробництва «PHASA-35» був запущений у стратосферу з території штату Нью-Мексико (США). Він піднявся на висоту понад 20 кілометрів над Землею і пробув там близько доби. Американські випробування на полігоні White Sends стали частиною проєкту з розробки стійкого і стабільного БПЛА псевдосупутникового типу, на роботу якого не впливатимуть погодні умови та маневрування високо в повітрі. Планується, що безпілотний літак також не буде фіксуватися системами протиповітряної оборони. Сама компанія-виробник BAE Systems називає своє дітище «ультралегким висотним псевдосупутником (High Altitude Pseudo Satellite; HAPS) на сонячній енергії».
«PHASA-35» може використовуватися як для забезпечення покриття стільниковим зв’язком, так і для допомоги під час стихійних лих чи захисту державних кордонів з висоти. Британці позиціюють свій продукт як альтернативу повноцінним супутникам у військовій та комерційній сфері. Псевдосупутник важить 150 кг і має розмах крил у 35 метрів. У компанії повідомили, що випробування пройшли успішно.

### Застосування
Літак планується застосовувати для розбудови мереж 5G (піднімати антени масою 40 кг) і для моніторингу зон стихійного лиха чи прикордонні території, це буде коштувати значно дешевше, ніж використання супутників, у пресі через це літак називають псевдосупутником (висота польоту літака близько 20 км, умови там подібні до умов, на висоті польоту супутників — низький атмосферний тиск тощо).
Було повідомлено, що використовувати літак планується вже у 2020 році після низки тестів. Разом з тим, щоб літати вище і довше, компанія BAE Systems витратила роки на доопрацювання свого літака. Після низки уточнень було повідомлено, що літак буде введено в експлуатацію наприкінці 2026 року.

## ТТХ
- Вага: 150 кг;
- Розмах крил: 35 м;
- Двигуни: електричні;
- Швидкість польоту: __ миль/год;
- Висота польоту: близько 20 км[2];
- Час польоту: один рік (заявлений).